# Burlington (Vermont)
Pour les articles homonymes, voir Burlington.
Burlington est la plus grande ville de l'État du Vermont, aux États-Unis. La ville est également le siège du comté de Chittenden. Burlington est située sur la rive est du lac Champlain, à 72 km au sud de la frontière canadienne (Vermont-Québec) et à 151 km au sud de Montréal. Selon les dernières estimations du Bureau du recensement des États-Unis, Burlington comptait 42 417 habitants en 2010.
Cette ville est l'une des premières villes, si ce n'est la première, à fonctionner avec une alimentation électrique 100 % verte depuis 2015. Le projet était en cours depuis les années 1990 : les habitants ont accepté de payer une taxe locale (Energy Efficiency Charge) afin de soutenir sa réalisation.
Burlington fait partie d’une aire urbaine comprenant les villes contiguës de South Burlington, Winooski, Colchester, Essex et Williston ainsi que le village d'Essex Junction. En 2010, cette aire urbaine comptait 208 055 habitants. Le magazine de plein air américain Outside désigne Burlington comme « top American dream city ».
Burlington est une ville universitaire, foyer de l'université du Vermont (« UVM ») et du collège Champlain. Le Collège St. Michael est situé à proximité (à Colchester).
Le plus grand employeur et le plus grand hôpital de l'État du Vermont, le centre hospitalier universitaire du Vermont, est situé sur le « Campus Central » de l'UVM. Le plus grand aéroport dans le Vermont, l'aéroport international de Burlington, est la propriété du gouvernement de la ville, mais il est situé dans la ville de South Burlington.

## Géographie

### Situation
| - OpenStreetMap Limite de la ville. |

| North Hero, Plattsburgh, Grand Isle (Vermont), Lac Champlain   | Winooski                                 | Essex (Vermont), Winooski      |
| Elizabethtown (New York), Keeseville (New York), Lac Champlain | Burlington                               | Williston (Vermont)            |
| Elizabethtown (New York), Lac Champlain                        | Shelburne (Vermont), Vergennes (Vermont) | Richmond (Vermont), Montpelier |

### Climat

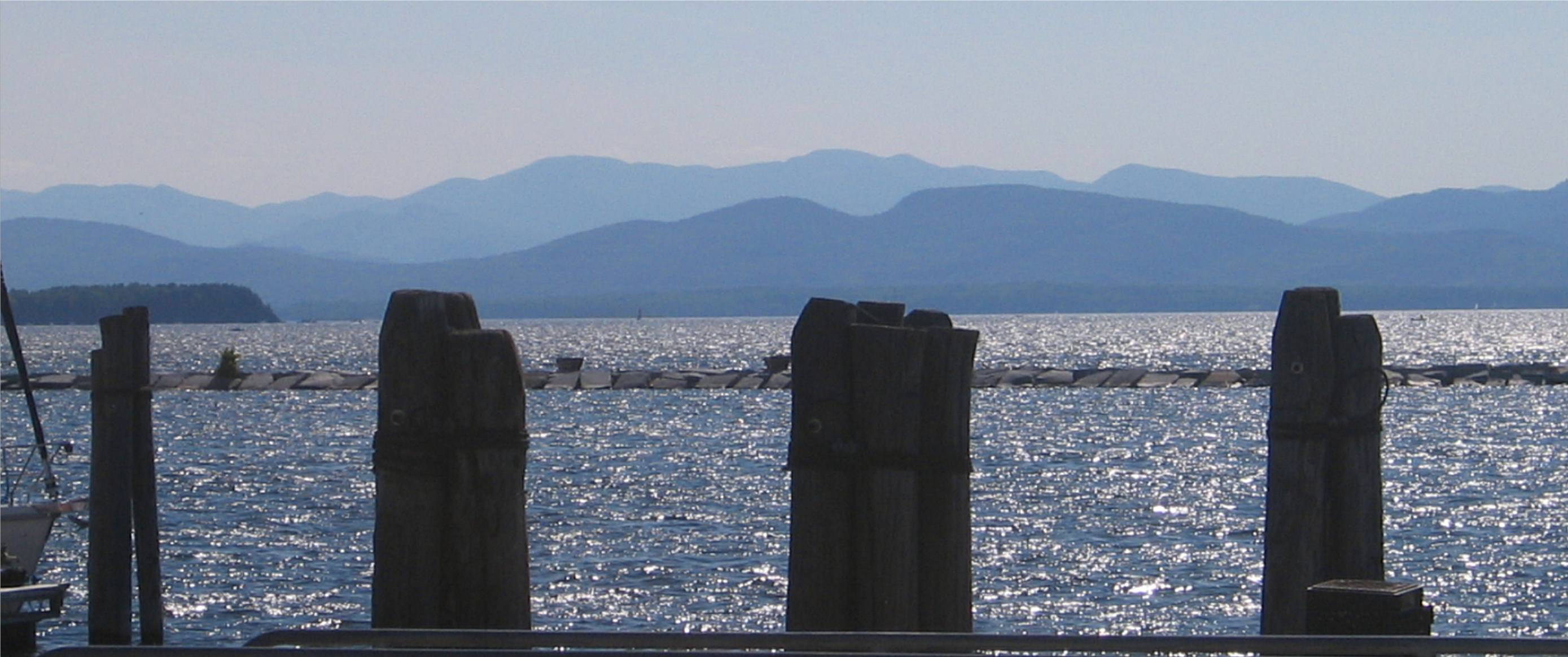
Le lac Champlain et les Adirondacks vus des quais de Burlington.

Burlington a un climat continental humide (Koppen DFB), avec des hivers froids et des étés chauds et humides. Les froids extrêmes vont de −34 °C (record du 15 janvier 1957) à une chaleur humide de + 38 °C (record du 11 août 1944). Le printemps et l'automne sont les saisons de transition. De janvier à juillet, la moyenne mensuelle des températures est de −7,8 °C à +21,4 °C. Les précipitations annuelles sont de 917 mm et sont bien réparties tout au long de l'année, mais les mois d'été sont les plus humides. La situation géographique de la ville sur la rive est du Lac Champlain représente souvent une situation à risque de bourrasques de neige produisant jusqu'à 33 cm en 12 heures à plusieurs reprises. Les chutes de neige annuelles sont généralement de 206 cm, mais ce chiffre peut varier à chaque hiver.

## Histoire

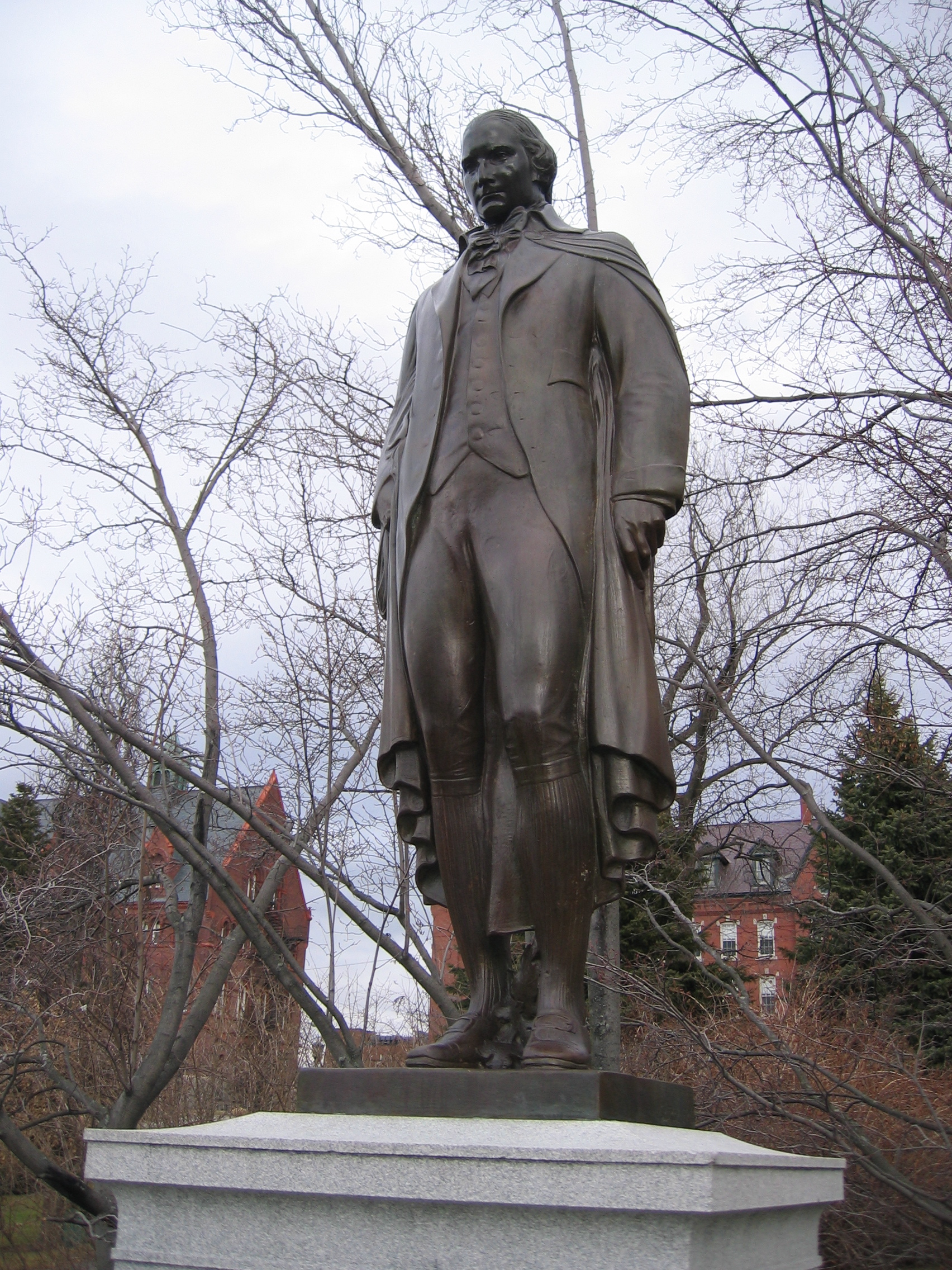
La Statue d'Ira Allen.

Les tout débuts de Burlington se situent dans les années 1770, lorsque les frères Allen construisent un fort en bois à la chute de Winooski. Quelques colons défrichent les terres environnantes et l'agriculture commence. En 1787, Ethan Allen construit sa maison près de l'embouchure de la rivière Winooski. L'Université du Vermont à Burlington s'établit en 1791 et le Collège d'agriculture du Vermont est fondé sur un terrain donné par Ira Allen.
En 1800, Burlington devient l'un des principaux ports du pays, principalement pour l'importation du bois canadien. Sa population est alors d'environ 816 personnes.
La guerre de 1812 qui oppose les Américains aux Britanniques n'est pas très populaire au Vermont. Avec le reste de la Nouvelle-Angleterre, le Vermont ne fournit ni soldats ni soutien financier.

Dessin de Burlington en 1858.

Un moment, durant la guerre, 5 000 hommes sont stationnés à Burlington (plus que le nombre d'habitants de l'époque) mais 500 d'entre eux meurent de maladies. Plusieurs de ces soldats sont logés dans le bâtiment principal de l'Université du Vermont qui sert d’hôpital militaire. Le 2 août 1813, Burlington est bombardée par les troupes britanniques dans une escarmouche que les Américains avaient prévue mais ont ignorée. Ce bombardement n'a duré qu'une dizaine de minutes et n'a pas eu d'influence sur l'issue de la guerre.

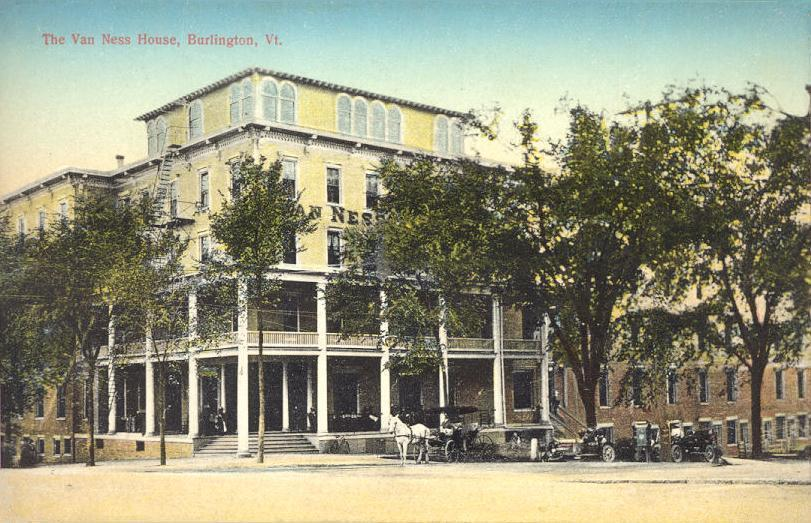
Le Van Ness House, construit en 1870, est le plus grand hôtel de Burlington.

En 1823, le canal navigable du lac Champlain est ouvert. Il offre une voie navigable continue de New York à Montréal via le fleuve Hudson, le lac Champlain et la rivière Richelieu situés au Canada. Avec l'ouverture de ce canal, Burlington et Plattsburgh (ville située sur la rive opposé du Lac Champlain dans l'État de New York), deviennent des ports importants pour le bois et les produits agricoles vers le sud et pour les biens manufacturés de New York vers le nord du Vermont et le Canada. Vers 1830-1850, Burlington croît rapidement, et devient la ville prééminente de l'État du Vermont. Sa population de 3 526 en 1830 passe à 7 585 en 1850.

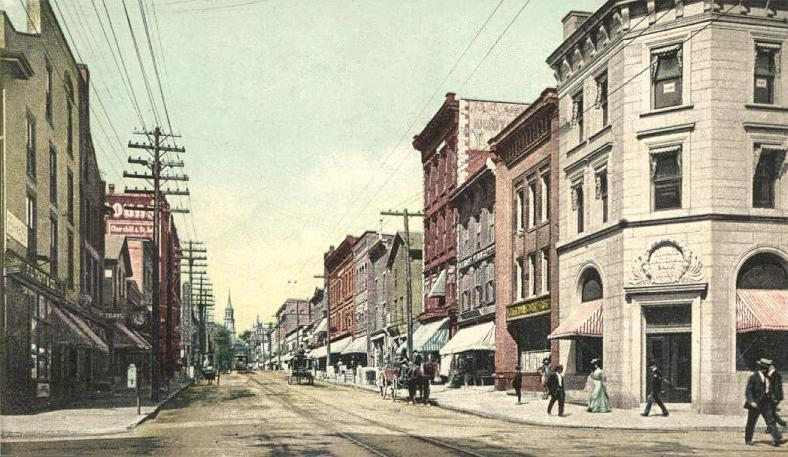
La rue de l'Église (Church Street) en 1907.

Avec l'arrivée du chemin de fer de Rutland à Burlington en 1849, l'industrie du bois de Burlington continue de croître, et en 1862, lorsque le Central Vermont Railroad atteint Winooski, le secteur laitier (établi dans la partie plus rurale à South Burlington) commence à vendre son lait à la Nouvelle-Angleterre et au Québec. En 1865, la partie nord-ouest de la ville actuelle devient officiellement la municipalité de Burlington. En 1885, la Winooski & Burlington Horse Railroad Company commence le service du tramway à travers la ville. La population est de 14 590 personnes en 1890 pour franchir le cap des 18 640 au début de 1900. 	
En 1929, la fin du service de tramway à Burlington est marquée par l'incendie d'un tramway en plein centre-ville. Burlington se désindustrialise dans les années 1980. Plusieurs manufactures vétustes ferment. Dans les années 1990, on assiste à un renouveau : de nombreux bâtiments industriels désaffectés sont rénovés en bureaux et en logements. Jadis un port industriel, une marina pour les petits bateau de plaisance apparaît sur les rives. Ceci donne naissance au Waterfront Park, un endroit convivial où l’on peut tranquillement se promener, s’asseoir et se relaxer.

## Politique et administration

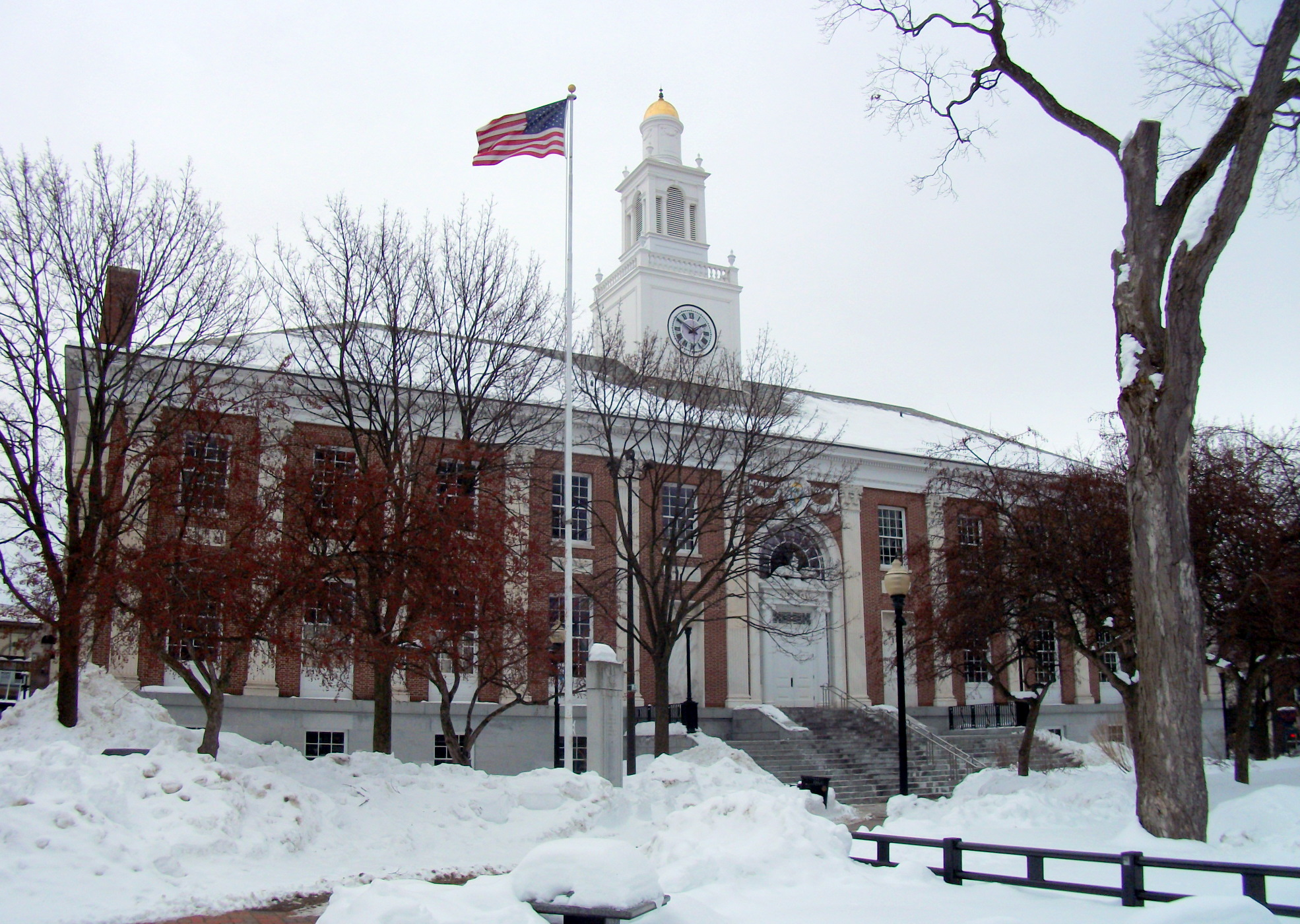
L'Hôtel de ville de Burlington.

Bernie Sanders, futur Sénateur indépendant et futur candidat à l'élection primaire présidentielle du Parti démocrate de 2016, a été maire de 1981 à 1989.
Burlington a intégré en son sein plusieurs anciennes villes voisines depuis une cinquantaine d'années. L'administration de la ville s'organise autour d'un conseil municipal de douze membres, élus pour un mandat de quatre ans. 

### Jumelages
- Arad (Israël) depuis 1991
- Bethléem (Palestine) depuis 1996
- Burlington (Ontario) (Canada) depuis 1968
- Honfleur (France) depuis 2013
- Iaroslavl (Russie) depuis 1988
- Moss Point (États-Unis) depuis 2005
- Nishinomiya (Japon) depuis 2003
- Puerto Cabezas (Nicaragua) depuis 1984

## Population et société

### Démographie
| Groupe            | Burlington | Vermont | États-Unis |
| ----------------- | ---------- | ------- | ---------- |
| Blancs            | 88,9       | 95,3    | 72,4       |
| Afro-Américains   | 3,9        | 1,0     | 12,6       |
| Métis             | 2,6        | 1,7     | 2,9        |
| Asiatiques        | 3,6        | 1,3     | 4,8        |
| Autres            | 0,7        | 0,4     | 6,2        |
| Amérindiens       | 0,3        | 0,4     | 0,9        |
| Total             | 100        | 100     | 100        |
|                   |            |         |            |
| Latino-Américains | 2,7        | 1,5     | 17,37      |

Selon l’American Community Survey, pour la période 2011-2015, 86,65 % de la population âgée de plus de 5 ans déclare parler l'anglais à la maison, 1,90 % l'espagnol, 1,89 % le serbo-croate, 1,42 % une langue africaine, 1,27 % le français, 0,80 % une langue chinoise, 0,71 % le vietnamien et 5,36 % une autre langue.

### Médias
Burlington est le centre des médias du nord et du centre de l'État du Vermont. Les publications les plus importantes sont le quotidien The Burlington Free Press, qui est vendu dans tout le Vermont, le Seven Days, un journal hebdomadaire gratuit pour toute la région métropolitaine de Burlington qui traite des arts et de la culture en général, et le Vermont Business Magazine, un journal mensuel sur le commerce et l'industrie au Vermont.

Vermont Public Television utilise le relief des Montagnes Vertes comme logo.

11 stations de radio sont basées à Burlington et desservent la région. Sept stations de télévision émettent de Burlington : 3 petits canaux de télévision communautaire locale (VCAM-Channel 15, RETN-Channel 16 et CCTV-Channel 17) et 4 canaux régionaux plus importants : WFFF-TV qui est affilié au réseau FOX, WVNY qui est affilié au réseau américain ABC, WCAX-TV qui est affilié au réseau américain CBS, et Vermont Public Television une chaîne non-commerciale éducationnelle affiliée au le réseau PBS. L'autre grand réseau américain de télévision (WPTZ affilié à NBC) ainsi que WCFE-TV (réseau PBS) émettent de Plattsburgh dans l'État de New York.

### Sports et événements sportifs

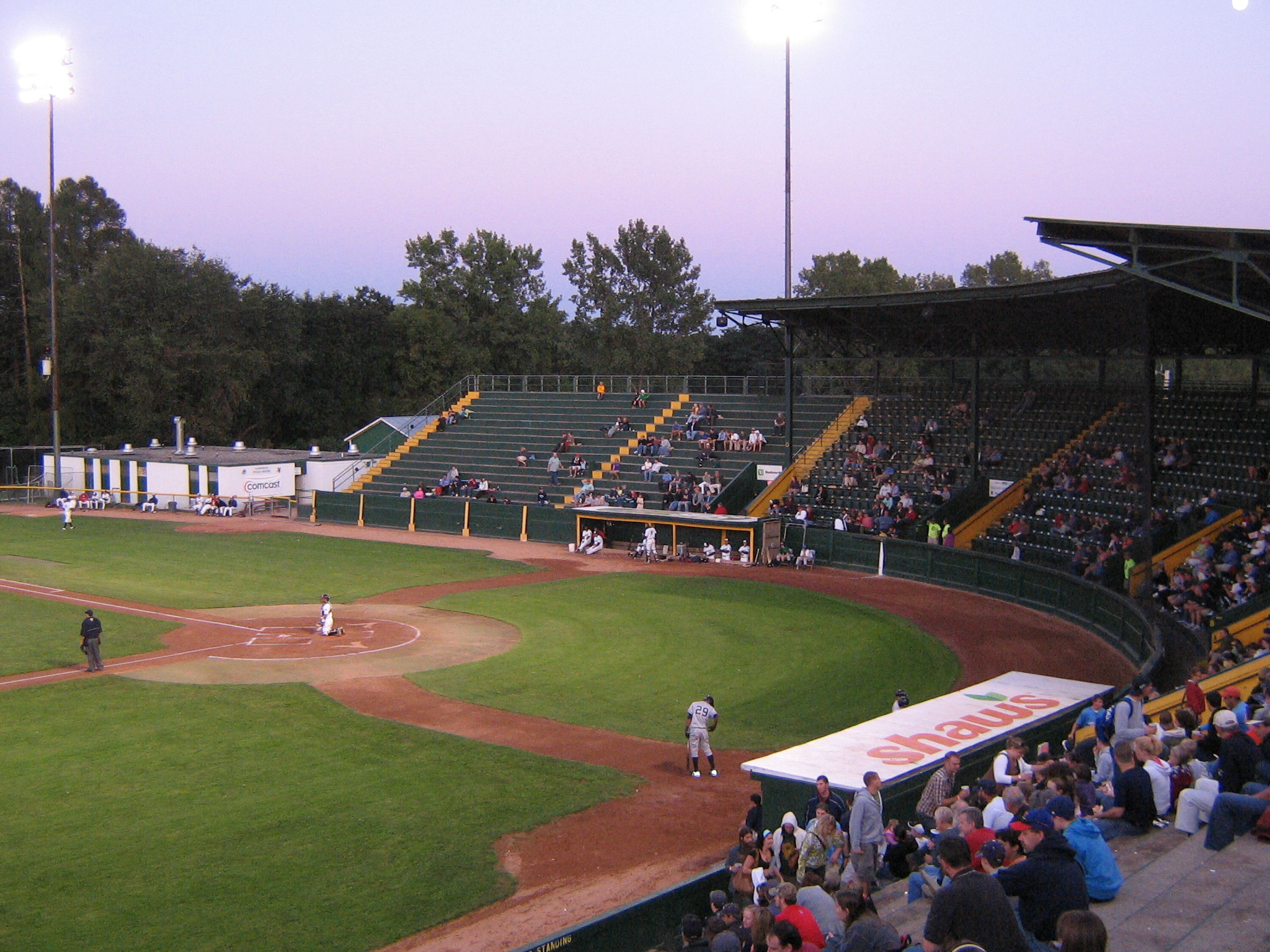
Le Centennial Field, stade de baseball de la ville de Burlington où évoluent les Lake Monsters du Vermont.

Le sport à Burlington constitue une dimension essentielle de son intégration aux États-Unis. Ainsi, Burlington possède plusieurs équipes sportives membres de ligues américaines. Le club universitaire multi-sports des Catamounts du Vermont fait partie de la NCAA, l'équipe de baseball Lake Monsters du Vermont qui est affiliée comme club-école aux Athletics d'Oakland de la Ligue américaine de baseball et une équipe de football américain, les Ravens du Vermont de la New England Football League. Il existait également une franchise de la Premier Basketball League, le Frost Heaves du Vermont, qui a fermé début 2011. Cette franchise de basket-ball jouait ses matchs au Burlington Memorial Auditorium (qui peut accueillir 2 500 supporters). Il existe aussi un club de rugby (avec une équipe hommes et une équipe femmes), le RFC Burlington.

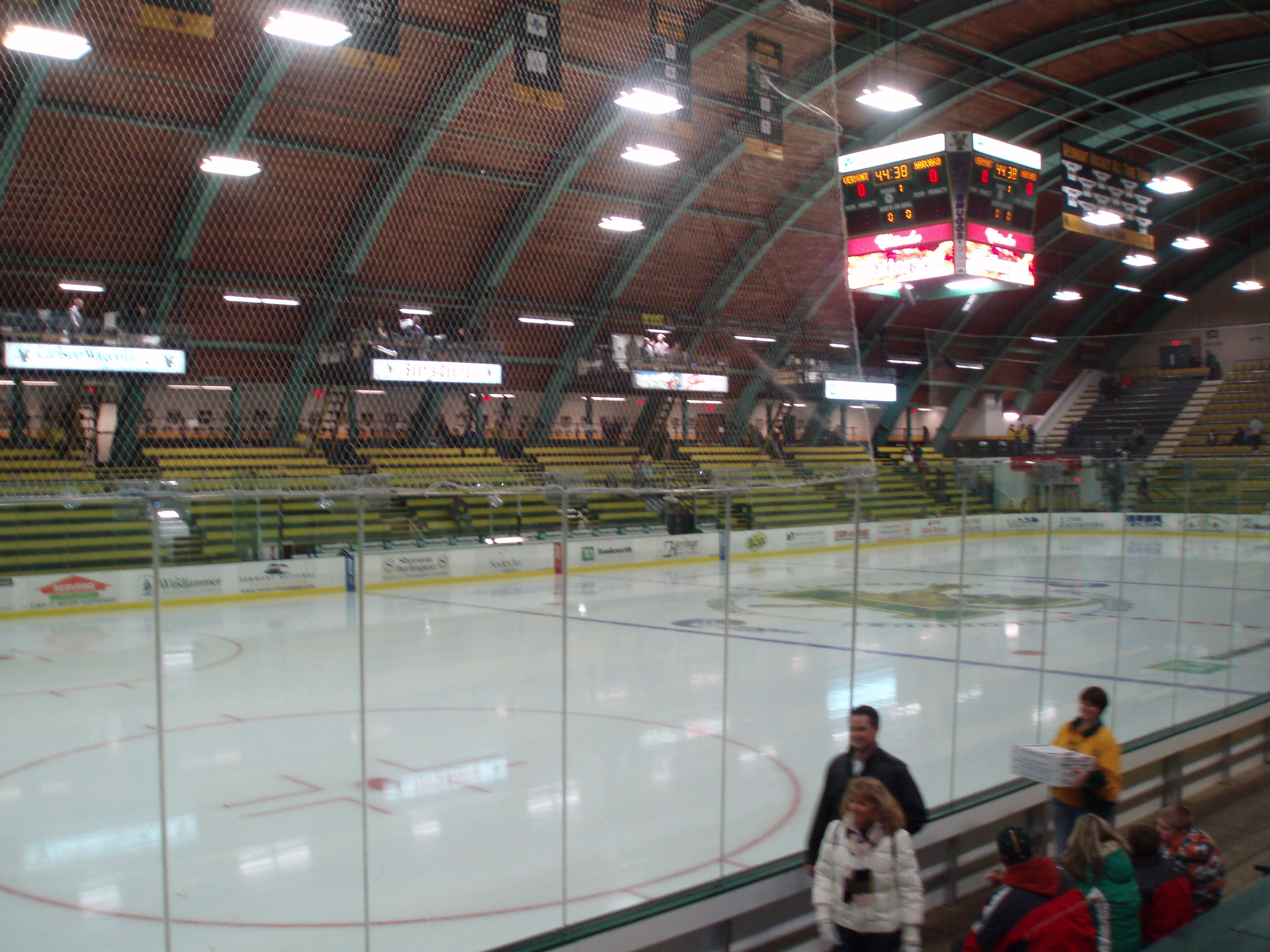
Gutterson Fieldhouse peut accueillir 4007 fans de hockey.

Le stade Centennial Field (en) accueille près de 4 500 supporteurs. Il sert pour les matchs de baseball. Un terrain de soccer pour les équipes de l'université et pour le Voltage du Vermont de la PDL est situé à proximité.
Chaque année, dans les rues de Burlington, se déroulent un marathon de course à pied, le KeyBank Vermont City Marathon, et la course cycliste Green Mountain Stade Racet qui est l’événement Pro/Am le plus important sur la côte est-américaine.
La Coupe du monde de hockey féminin s'est tenue au Gutterson Fieldhouse du 7 au 14 avril 2012.

### Religions

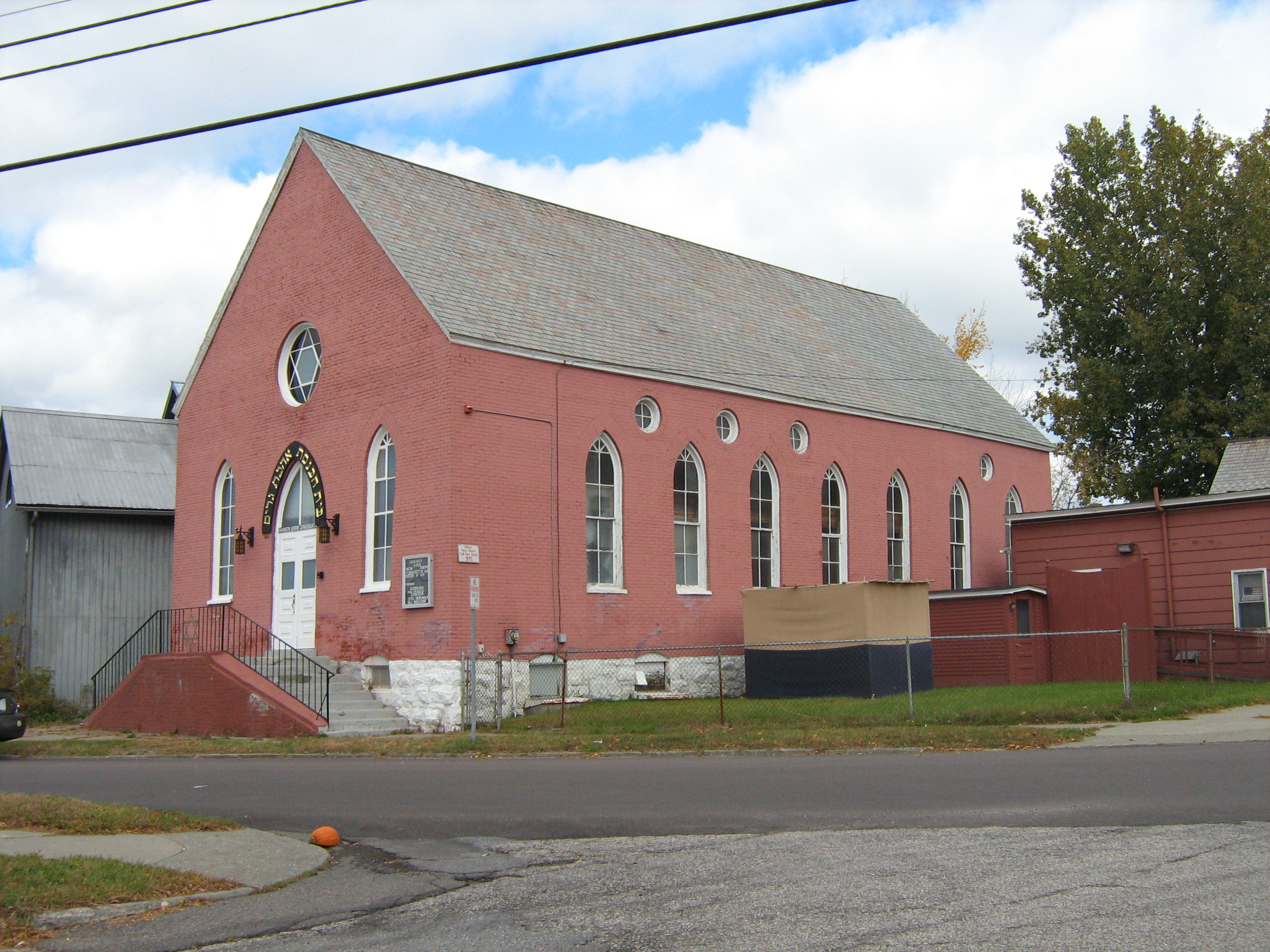
La synagogue Ohavi Zedek.

Le siège épiscopal du diocèse catholique romain du Vermont est à Burlington. La Cathédrale Saint-Paul de Burlington, jadis une belle église néo-gothique, s'est effondrée en 1817. Burlington accueille également plusieurs communautés chrétiennes protestantes. La First Baptist Church (sur la rue Saint-Paul) construite en 1864 et la First Methodist Church of Burlington (sur Winooski Avenue) construite en 1869 sont deux bâtisses historiques.
On y trouve aussi une communauté du judaïsme conservateur regroupée autour de la synagogue Ohavi Zedek. Ce bâtiment construit en 1885 est l'une des plus vieilles synagogues des États-Unis.

## Économie
Autrefois petite ville industrielle et portuaire, Burlington est aujourd'hui basée principalement sur l'industrie informatique et sur les services d'éducation et de santé. La seule grande installation industrielle est l'usine de semi-conducteurs d'IBM à Essex Junction, reprise par GlobalFoundries en juillet 2015. GlobalFoundries est le plus gros employeur avec 6 500 employés. Les autres employeurs importants à Burlington sont le Centre médical universitaire du Vermont et l'Université du Vermont (employant 4 086 et 3 137 personnes respectivement). Mentionnons aussi General Electric qui développe des logiciels pour l'industrie des soins de santé à l'ancien siège social de IDX Systems.

## Culture locale et patrimoine

### Installations culturelles

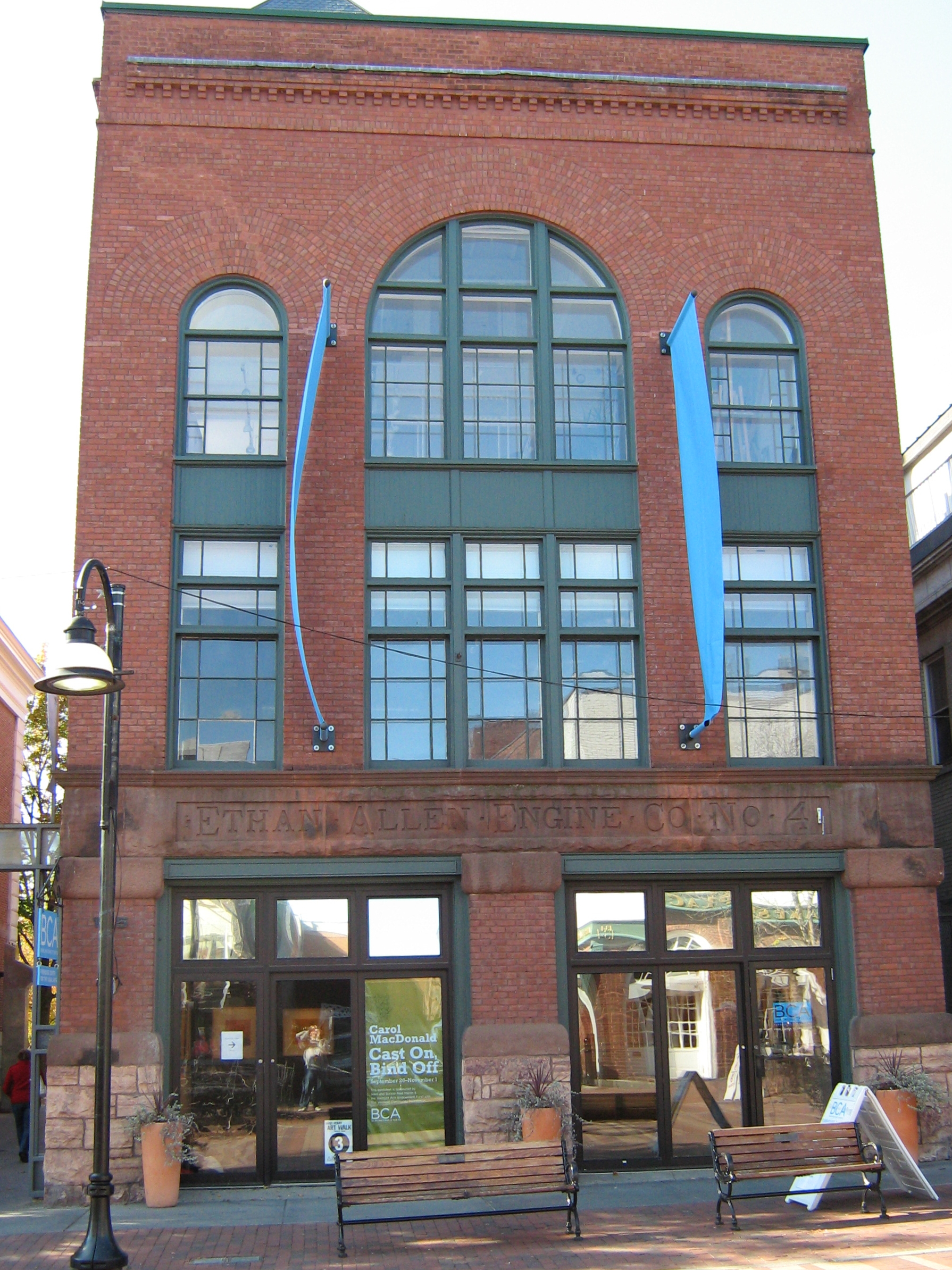
Le Burlington City Arts loge dans une ancienne caserne de pompiers complètement restaurée en 1994-1995.

Burlington est également une ville culturelle. En effet, dans le domaine des arts et de la culture, Burlington offre des possibilités typiques d'une ville beaucoup plus grande où cohabite un mélange éclectique d'artistes, de créateurs, d'ateliers et de boutiques que l'on retrouve surtout dans le Downtown Burlington.
Church street est une rue piétonne située au cœur de la ville, c'est à cet endroit que se déroulent de nombreux festivals tout au long de l'année. C'est là que s'est notamment fait connaître KT Tunstall.

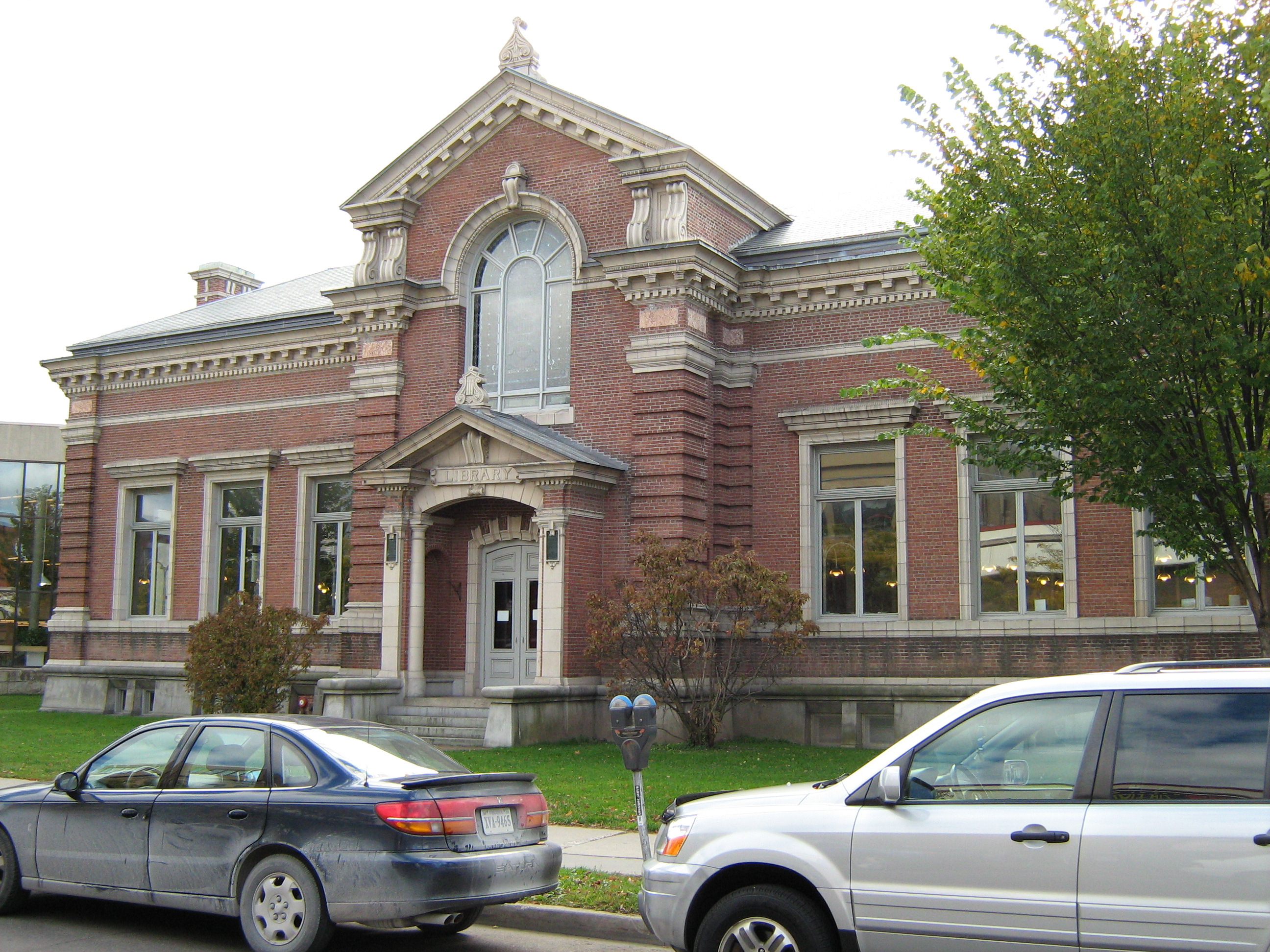
La Bibliothèque Carnegie Fletcher.

Plusieurs galeries d'art ont pignon sur rue autour de Church Street. Le Burlington City Arts, appelé usuellement le BCA, présente des expositions d'art contemporain et des performances d'artistes en art visuel.
L'Orchestre symphonique du Vermont et le Lyric Theatre Company sont logés à la salle de concert Flynn. On trouve aussi le Flynnspace qui présente des performances avant-gardistes.
Burlington abrite la plus grande bibliothèque publique du Vermont, la Bibliothèque Carnegie Fletcher. Cette bibliothèque conserve le Registre national des lieux patrimoniaux.

### Patrimoine architectural

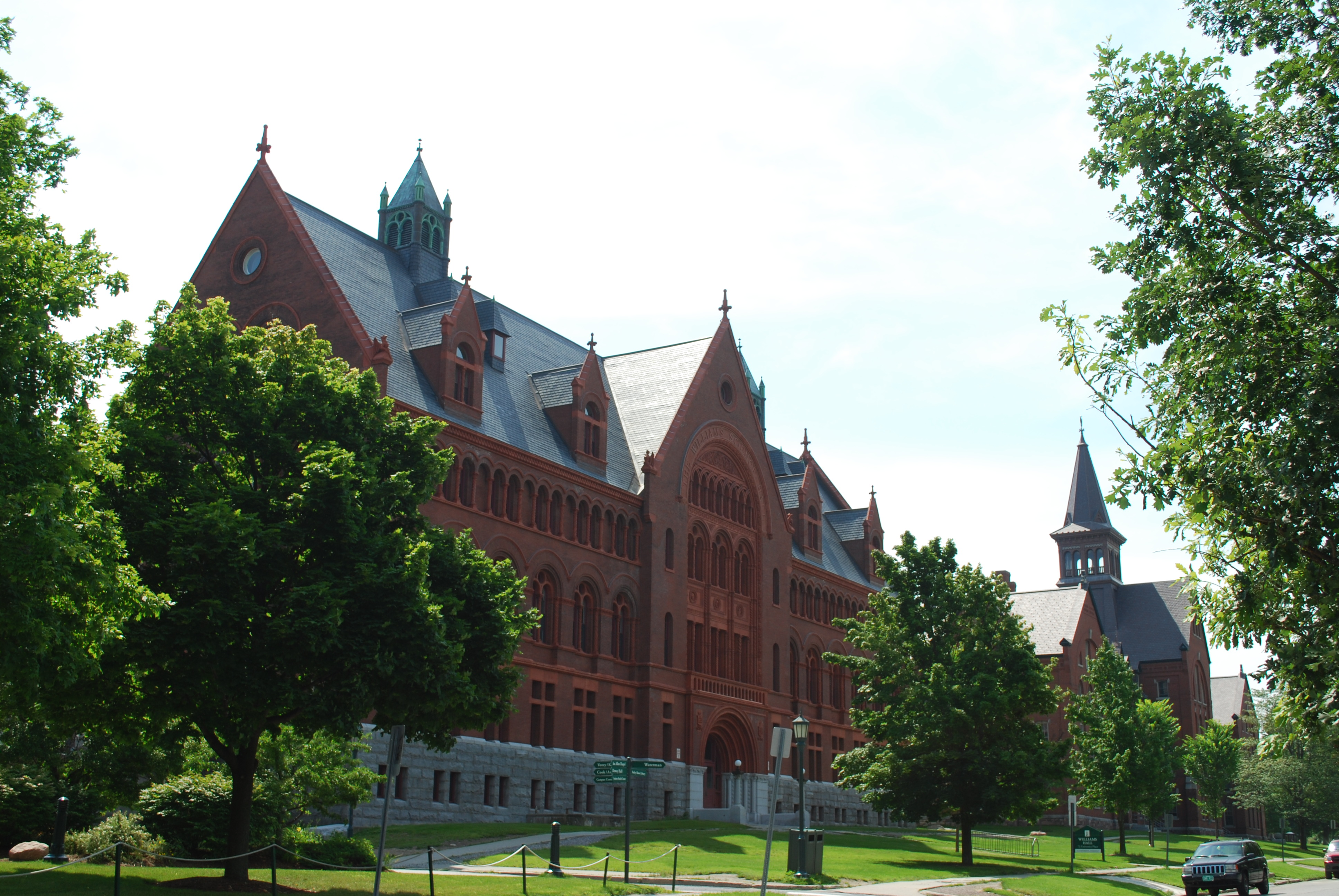
Le Williams Science Hall de l'université du Vermont est un exemple du style d'architecture victorienne en Nouvelle-Angleterre.

Le centre-ville actuel est situé sur une colline qui domine le Lac Champlain et abrite l’Université du Vermont. L'ancienne prospérité industrielle a laissé derrière elle beaucoup d'architecture de l'ère victorienne, y compris les bâtiments des architectes Ammi B. Young, HH Richardson et McKim, Mead & White. Burlington est devenu quelque temps un lieu de tournage pour représenter cette époque aux États-Unis (films Fous d'Irène (2000) et Apparences (2000)). De nombreux édifices industriels du début du XXe siècle ont été restaurés. L'organisme Preservation Burlington a été fondée en 1998 pour protéger l'architecture historique à Burlington. Chaque année, des prix sont décernés pour avoir restauré des bâtiments anciens.

### Ouverture à la langue française
Le conseil municipal de Burlington vote à l'unanimité le 8 août 2011 une résolution pour favoriser l'usage du français dans les services publics municipaux, dans les menus des restaurants et dans les cours de langues secondes dans les écoles. La nouvelle loi ne rend pas le français obligatoire comme seconde langue, mais elle suggère fortement son usage. Ainsi, Burlington va inclure le français sur les panneaux de signalisation routière et à l'aéroport. Burlington veut séduire les nombreux Québécois qui la visitent durant la saison estivale. La municipalité invite aussi les commerçants et organismes voués au tourisme à embaucher des employés ayant des connaissances de base en langue française. La municipalité prêche d'ailleurs par l'exemple, en embauchant quelques Québécois détenteurs de la carte verte américaine. Plusieurs commerces et restaurants de Burlington arborent le petit écusson Ici nous parlons français.

## Loisirs

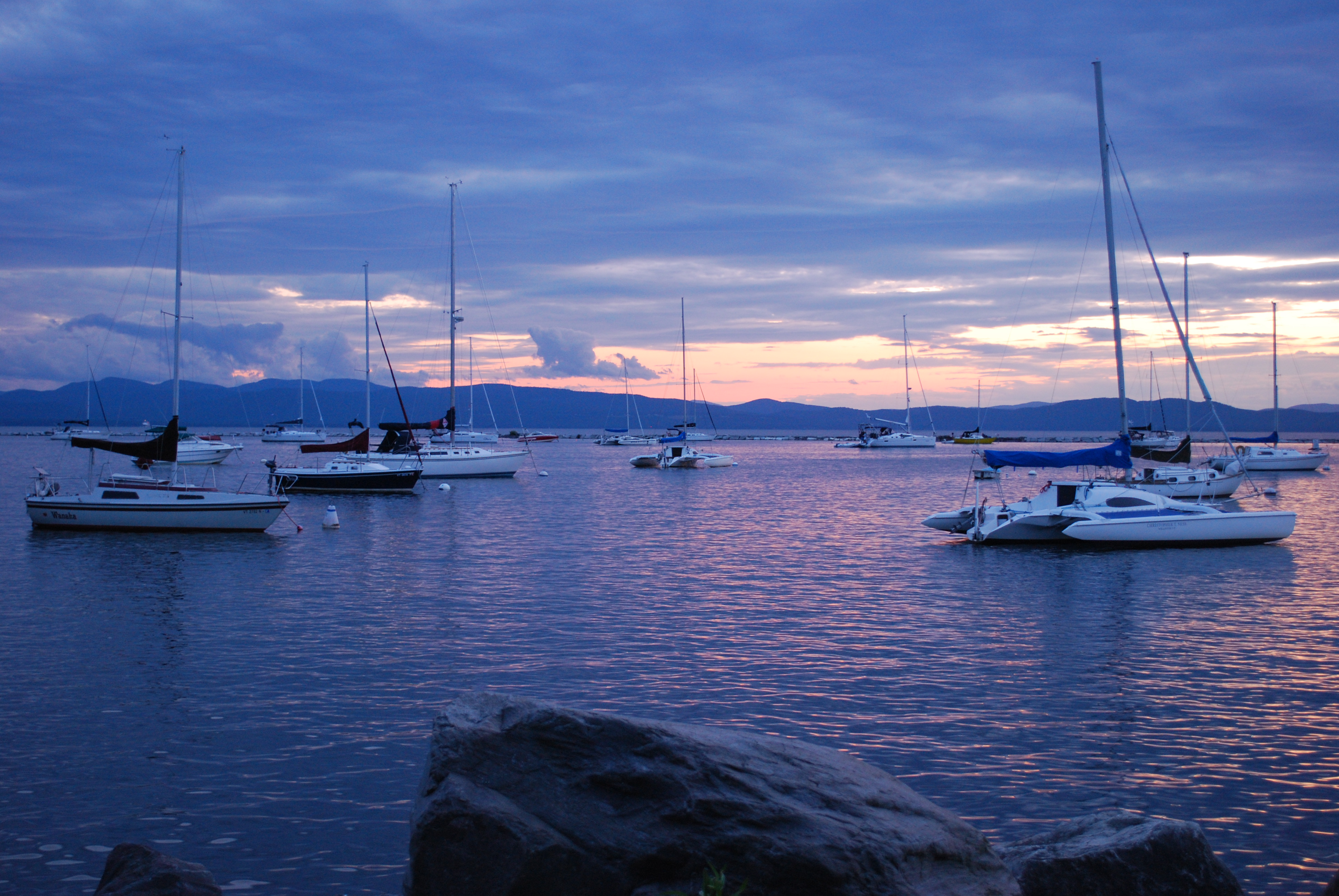
Le lac Champlain vu du Waterfront Park.

Sur les rives du lac Champlain, de nombreux résidents se baladent à pied, promènent leur chien ou encore roulent à vélo. L'endroit se dénomme le Waterfront Park. Chaque année s'y tient le Lake Champlain Maritime Festival.
Tout près du lac et du vieux port rénové, l'aquarium de Burlington et le centre des sciences présentent plus de 70 espèces de poissons, d'amphibiens, d'invertébrés et de reptiles.
Burlington accueille plusieurs festivals et événements tout au long de l'année :
- la First Night, qui se déroule à chaque 31 décembre afin de marquer l'entrée dans la nouvelle année ;
- le carnaval d'hiver en février ;
- le défilé du Mardi Gras : de nombreux groupes musicaux jouent dans les bars et dans les rues ;
- le Burlington Discover Jazz Festival en juin avec des performances gratuites en plein air d'artistes de Jazz et de Blues[39] ;
- les feux d'artifice lors de la soirée du Jour de l'Indépendance américaine ;
- un festival de la bière artisanale organisé en juillet par l’Association des brasseries du Vermont[40],[41] ;
- un festival des arts du cirque, au début août organisé des artistes de rue avec la collaboration du BCA[42] ;
- Le "Dragon boat racing", aux profits d'associations caritatives, a lieu sur le Lac Champlain depuis août 2006[43]. En 2009, il y a environ 2 000 participants répartis dans 86 équipes[44] ;
- un festival de cuisines du monde, tenu en septembre ;
- le Vermont Air Show : exposition d'avions anciens avec des démonstrations aériennes ;
- le Vermont International Film Festival[45] présente en octobre plusieurs films sur les droits de l'homme.

Burlington est aussi une ville de vélo avec plusieurs dizaines de kilomètres de voies cyclables au centre-ville et en banlieue. Le réseau cyclable de Burlington est désormais connecté à la piste cyclable de Colchester, le long des rives du Lac Champlain. L'hiver venu, quelques-unes de ces voies cyclables se transforment en piste de ski de fond.

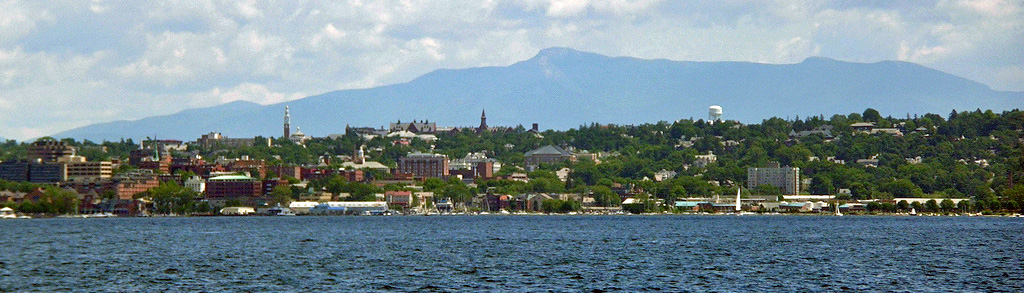
Burlington et en arrière-plan le mont Mansfield vus du lac Champlain.

## Transports

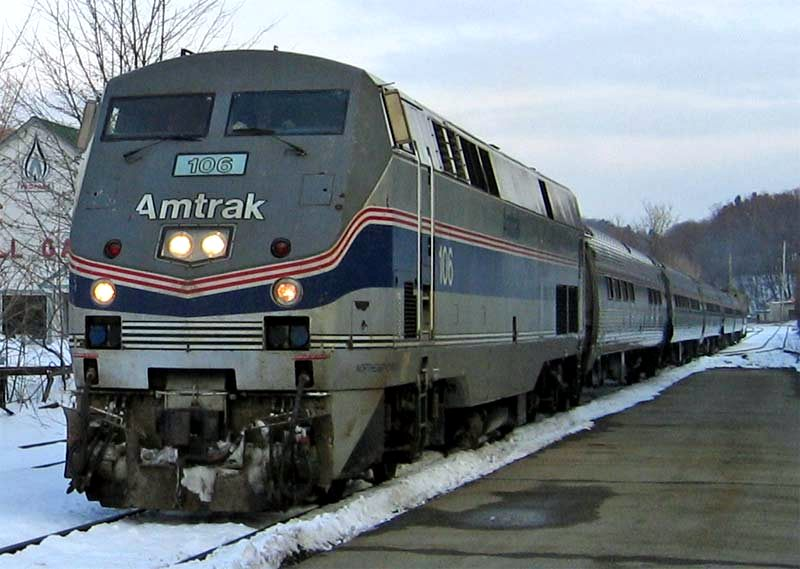
Le Vermonter du service Amtrak.

Burlington possède une gare de train avec le système Amtrak pour les voyageurs. Ce réseau ferroviaire Amtrak relie Burlington (via la gare d'Essex Junction) à New York et à Washington quotidiennement. 
De plus, Burlington est le point central du Chittenden County Transportation Authority (CCTA), un organisme public offrant un service urbain de bus et des liaisons vers les autres villes du Vermont.
En outre Burlington a un aéroport international.

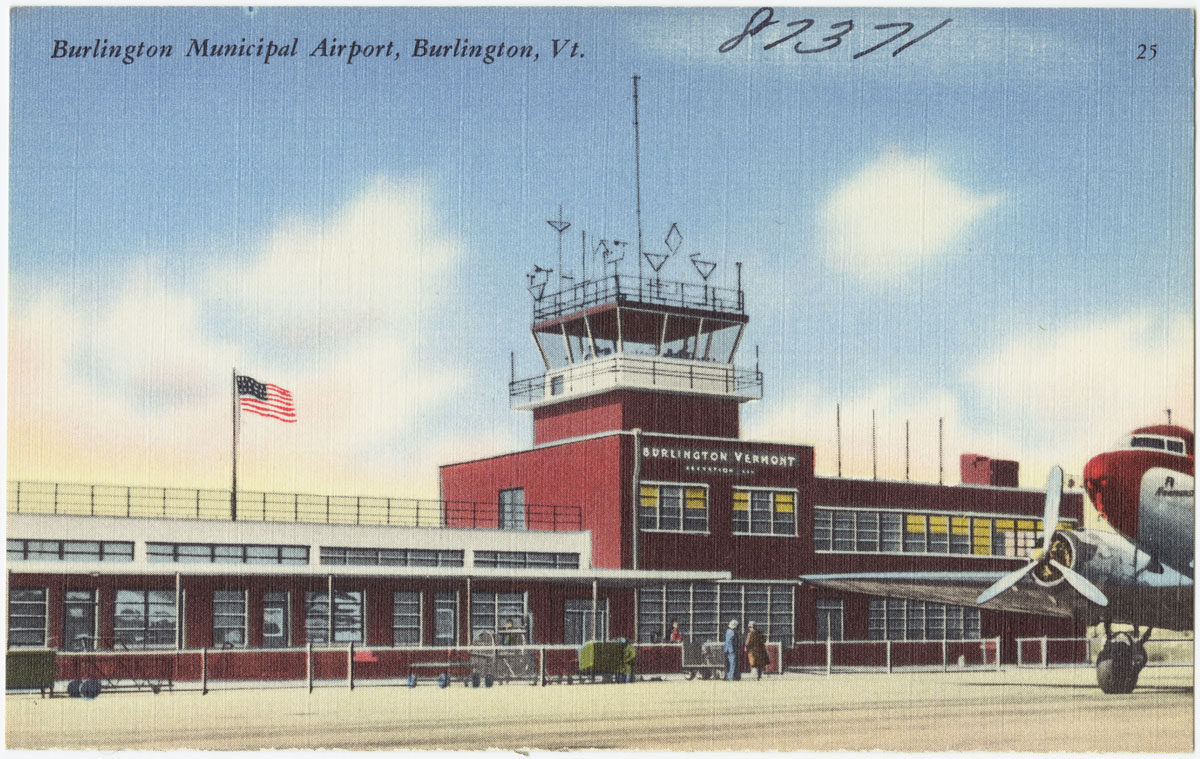
L'aéroport.

Burlington est également le siège de la Société de transport du lac Champlain (en) offrant un service saisonnier naval entre Burlington et Port Kent dans l'État de New York. Ce trajet Burlington-Port Kent franchit la largeur maximale du lac et dure environ une heure. Chaque année approximativement un million de passagers utilisent les traversiers du Lac Champlain. Pendant l'hiver, le lac Champlain est souvent couvert de glaces, rendant le service de traversier impraticable.

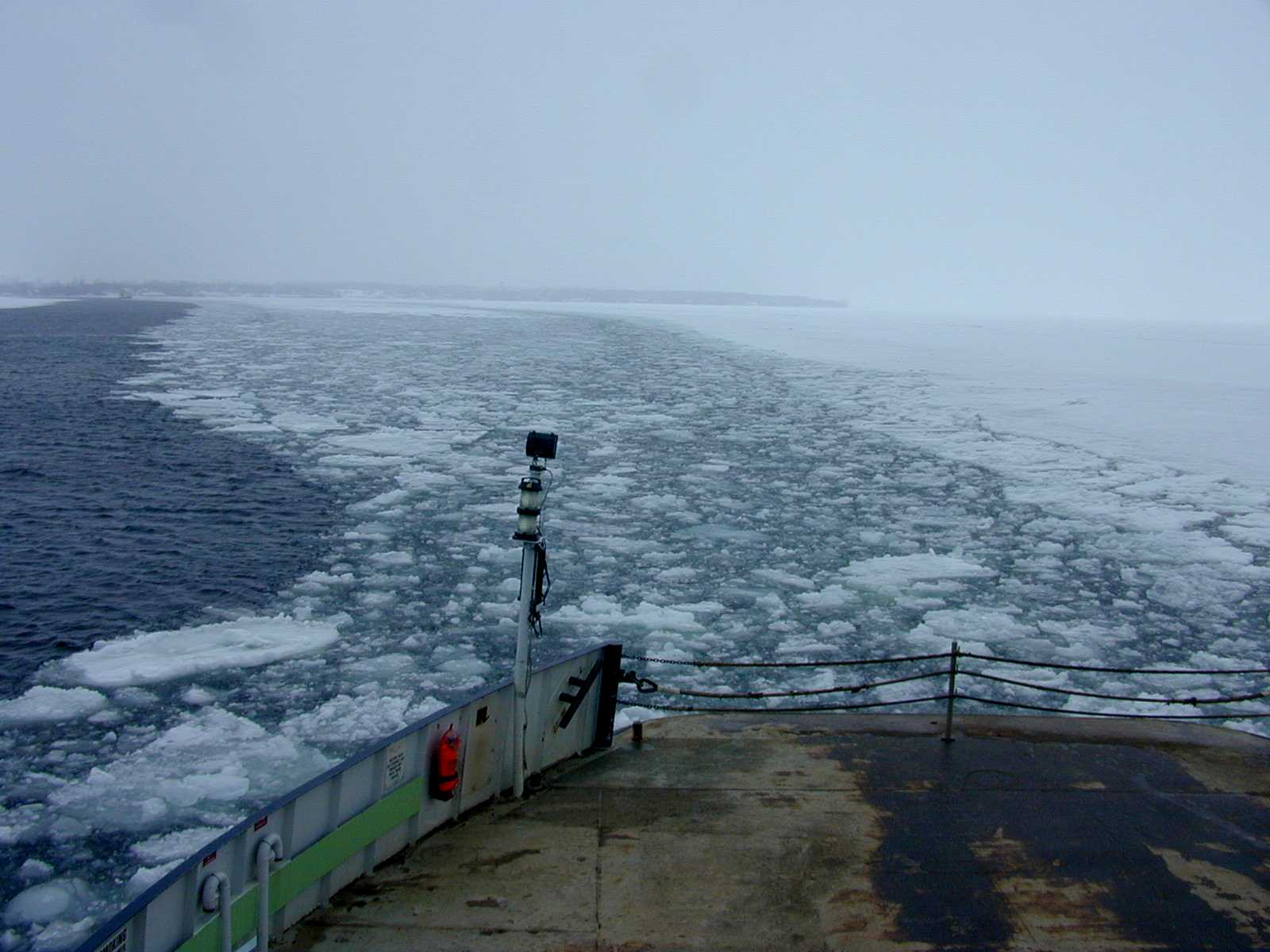
Glace hivernale sur le Lac Champlain.

Burlington est aussi desservi par une autoroute l'Interstate 89 qui la relie aux autres villes importantes des États voisins.
L'aménagement cyclable mis en place à Burlington vise à sécuriser ce mode de déplacement.

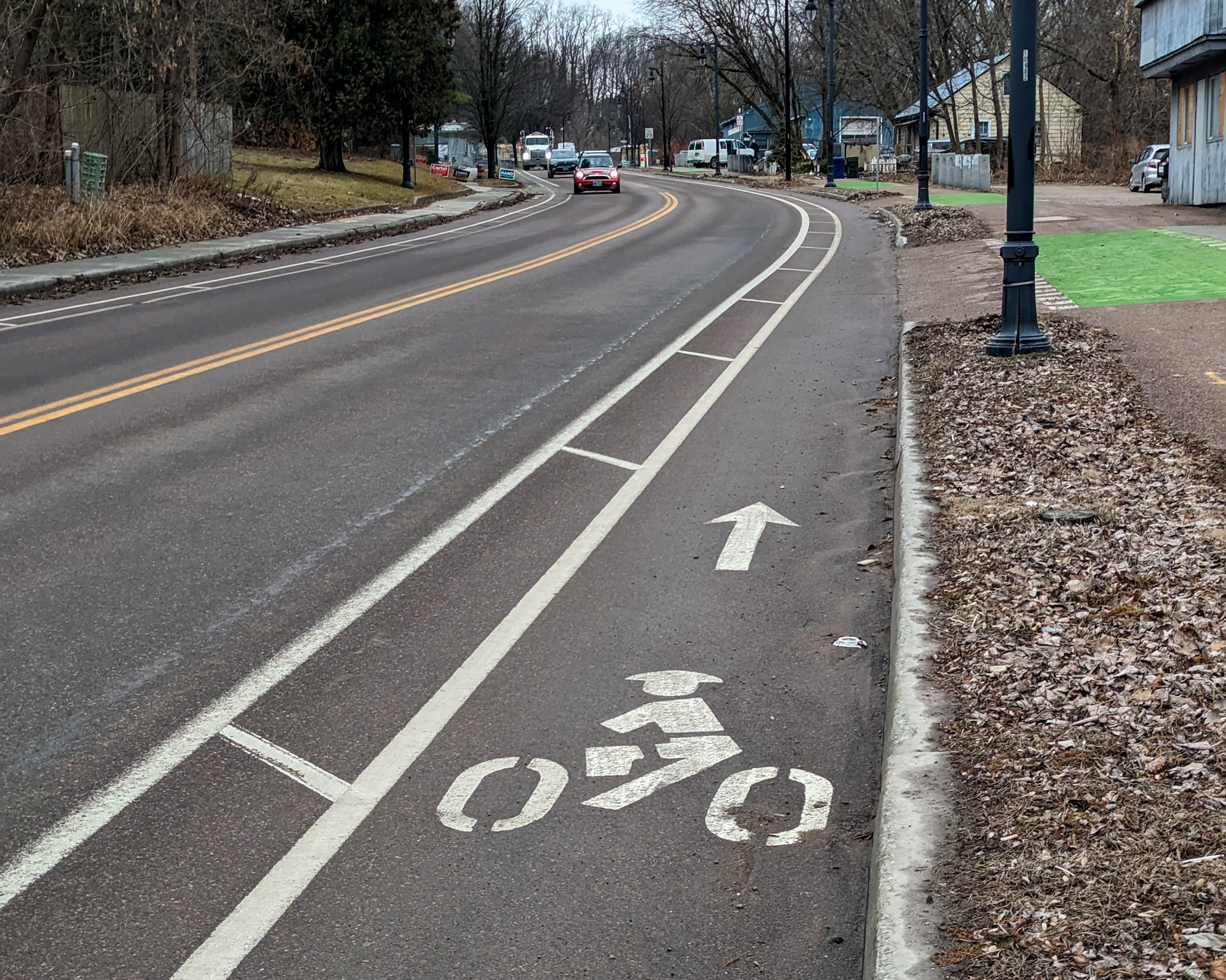
Piste cyclable avec bande tampon, à Burlington.